# André Almeida
André Gomes d'Almeida Magalhães (Lisboa, el 10 de setembre de 1990) és un jugador professional de futbol portuguès que juga principalment com a migcampista, però també com a defensa pel SL Benfica i la selecció de futbol de Portugal.